# The Spanish Gypsy
The Spanish Gypsy é um filme mudo norte-americano de 1911 em curta-metragem, do gênero drama, dirigido por D. W. Griffith, estrelado por Wilfred Lucas e com Blanche Sweet.

## Elenco
- Wilfred Lucas
- Vivian Prescott
- Kate Bruce
- William J. Butler
- Jeanie Macpherson
- Claire McDowell
- Mack Sennett
- Blanche Sweet
- Kate Toncray